# The More Things Change
Albums de Machine Head
Burn My Eyes
(1994) The Burning Red
(1999)
The More Things Change est le deuxième album du groupe de thrash metal Machine Head, sorti le 25 mars 1997.

## Liste des titres de l'album
| 1.    | Ten Ton Hammer      | 4:14 |
| 2.    | Take My Scars       | 4:20 |
| 3.    | Struck a Nerve      | 3:34 |
| 4.    | Down to None        | 5:28 |
| 5.    | The Frontlines      | 5:51 |
| 6.    | Spine               | 6:38 |
| 7.    | Bay of Pigs         | 3:46 |
| 8.    | Violate             | 7:20 |
| 9.    | Blistering          | 4:59 |
| 10.   | Blood of the Zodiac | 6:38 |
| 52:46 |                     |      |

| 11. | The Possibility of Life's Destruction (Reprise de Discharge) |  |
| 12. | My Misery                                                    |  |
| 13. | Colors (Reprise de Ice-T)                                    |  |